# Petr Alabin
Die Petr Alabin (russisch Пётр Алабин, dt. Pjotr Alabin) ist ein Flusskreuzfahrtschiff, das im Jahre 1954 in der Tschechoslowakei in der Werft Narodny Podnik Škoda in Komárno (heute Slovenské Lodenice Komárno, damals Bestandteil des Škoda-Konzerns) gebaut wurde und zur Rossiya-Klasse (Projekt 785/OL800) gehört. Sie wurde von Sputnik-Germes (russisch Спутник-Гермес) auf der Wolga auf der Strecke Samara – Kasan betrieben und ist seit Herbst 2011 außer Betrieb. Das Schiff trägt den Namen des russischen Staatsmanns und Funktionärs Pjotr Wladimirowitsch Alabin (Пётр Владимирович Алабин).

## Beschreibung
Das Flusskreuzfahrtschiff mit zwei Passagierdecks (Baunummer 328) wurde 1954 bei der slowakischen Werft Narodny Podnik Škoda in Komárno als Kirgiziya für die Reederei „Wolzhskoje Gruzo-passazhirskoje Parochodstwo“ (Wolga-Güter-Passagier-Reederei) in Gorki gebaut. Sie gehörte zu einer 1952 bis 1958 hergestellten Baureihe von 36 Schiffen der Rossiya-Klasse, welche auch als „Projekt 785“ oder „OL800“ (slowakisch: osobna lod 800 – deutsch: Passagierschiff 800 PS) bekannt war. Die Petr Alabin verfügt über einen dieselelektrischen Antrieb mit zwei Hauptmotoren und wurde 2007–2008 total modernisiert. Sie fuhr 2011 auf den Strecken Samara – Kasan – Tetjuschi – Samara, Samara – Wolzhski Utjos – Samara, Samara – Schirjajewo – Samara, Samara – Schirjajewo – Uljanowsk – Samara. Saratow und Tscheboksary wurden 2011 auch besucht.
Nach dem Untergang des Schwesterschiffes Bulgaria auf der Wolga wurde die Petr Alabin am 12. Juli 2011 in Kasan festgehalten, floh jedoch in Richtung Samara ohne entsprechende Erlaubnis.